# The Diary
Albums de Scarface
The World Is Yours
(1993) The Untouchable
(1997)
Singles
1. Hand of the Dead Body
Sortie : 1994
2. I Seen a Man Die
Sortie : 1er novembre 1994

The Diary est le troisième album studio de Scarface, sorti le 18 octobre 1994.
L'album s'est classé 2e au Billboard 200 et au Top R&B/Hip-Hop Albums et a été certifié disque de platine par la Recording Industry Association of America (RIAA) le 5 décembre 1994.

## Liste des titres
| No  | Titre | Contient un (des) sample(s) de                                                  | Durée |
| --- | --- | ------------------------------------------------------------------------------- | ----- |
| 1.  | Intro (Produit par Scarface et Mike Dean)                                                                               |                                                                                 | 1:07  |
| 2.  | The White Sheet (Produit par N.O. Joe)                                                                                  |                                                                                 | 3:53  |
| 3.  | No Tears (Produit par N.O. Joe et Scarface)                                                                             |                                                                                 | 2:26  |
| 4.  | Jesse James (Produit par N.O. Joe, Scarface et Mike Dean)                                                               | If I Was Your Girlfriend de Prince                                              | 4:13  |
| 5.  | G's (Produit par N.O. Joe et Mike Dean)                                                                                 |                                                                                 | 4:39  |
| 6.  | I Seen a Man Die (Produit par N.O. Joe, Scarface et Mike Dean)                                                          | Light My Fire de Julie Driscoll et Brian Auger and the Trinity                  | 4:32  |
| 7.  | One (Produit par N.O. Joe et Mike Dean)                                                                                 |                                                                                 | 4:43  |
| 8.  | Goin' Down (Produit par N.O. Joe, Scarface, Mike Dean et Uncle Eddie)                                                   | 99 Luftballons de Nena                                                          | 4:28  |
| 9.  | One Time (Interlude) (Produit par Mike Dean)                                                                            |                                                                                 | 0:58  |
| 10. | Hand of the Dead Body (featuring Ice Cube et Devin the Dude – Produit par N.O. Joe, Scarface, Mike Dean et Uncle Eddie) | A-Tisket, A-Tasket (traditionnel)                                               | 4:38  |
| 11. | Mind Playin' Tricks '94 (Produit par N.O. Joe et Mike Dean)                                                             |                                                                                 | 3:40  |
| 12. | The Diary (Produit par N.O. Joe)                                                                                        | Babies Makin' Babies de Sly & the Family Stone The Assembly Line des Commodores | 2:23  |
| 13. | Outro (Produit par Uncle Eddie)                                                                                         |                                                                                 | 1:30  |